# Lättdryck
Lättdryck, kallas i svensk alkohollagstiftning dryck som innehåller maximalt 2,25 volymprocent alkohol. Alkoholfri dryck får innehålla max 0,5% alkohol.
Beteckningen lättdryck används även som synonym till lightdrycker.